# Jan Ristarp
Jan Inge Ristarp, född 18 november 1935 i Lund, död 6 januari 2024 i Stockholm, var en svensk bibliotekarie och litterär översättare. 
Jan Ristarp växte upp i Malmö. Som bibliotekarie var han knuten till Malmö stadsbibliotek, Statens kulturråd och Stockholms stadsbibliotek (som utvecklingschef och som chef för huvudbiblioteket) samt var den förste föreståndaren för den internationella biblioteksfederationens kontor för fri tillgång till information och yttrandefrihet, FAIFE, med säte i Köpenhamn. Under 1960-talet var han verksam som översättare och regissör på Teater23 i Malmö.
Åren 1979–1988 var han chef för Handelsflottans kultur- och fritidsråd.
Som översättare arbetade han främst med afrikansk skönlitteratur men översatte även klassiker som Jules Verne, Robert Louis Stevenson, Mark Twain och William Shakespeare.

## Översättningar (urval)
- Mark Twain, Huckleberry Finns äventyr (1968/1979)
- Mark Twain, Tom Sawyers äventyr (1972)
- Robert Louis Stevenson, Skattkammarön (1977)
- Ousmane Sembène, Guds träbitar (1978)
- Ngugi wa Thiongo, En blomma av blod (1981/2012)
- Ngugi wa Thiongo, Upp genom mörkret (1981/2015)
- Ayi Kwei Armah, De vackra är ännu inte födda (1984/2014)
- En stereo i Soweto, Sydafrika berättar. Antologi (2005)
- Ben Okri, Den omättliga vägen (1993/2015)
- Ivan Vladislavic, Snabbköpet Rastlös (2008)
- Helon Habila, Mäta tid (2010)
- William Shakespeare, Kung Lear/ Antonius och Kleopatra (2010)
- Ngugi wa Thiongo, Drömmar i skuggan av krig (2012)
- Nthikeng Mohlele, Joburg blues (2014)
- William Shakespeare, Stormen / Cymbeline (2016)
- Elechi Amadi, Konkubinen (2016)

### I eget namn
- Efterbelysning. Tre berättelser (1997)
- Mitt i byn. Om det moderna folkbibliotekets framväxt (tillsammans med Lars G Andersson) (2001)
- Spelrum. Fyra scener (2007)